# Donacia mistshenkoi
Donacia mistshenkoi is een keversoort uit de familie bladkevers (Chrysomelidae). De wetenschappelijke naam van de soort werd in 1910 gepubliceerd door Jacobson.